# Bihari Péter
Bihari Péter (Zsadány, 1840. február 5. – Budapest, 1888. november 28.) bölcsészdoktor, 1885-től a Budapesti Református Teológiai Akadémia tanára.

## Élete
Atyja leányok tanítója volt. Az első latin osztályt Nagyváradon, a többit Békésen és Debrecenben elvégezvén, ugyanitt hallgatta a teológiai tantárgyakat is. Meglátogatta a bécsi és párizsi egyetemeket, az utóbbi helyen a Sorbonneban két évet töltött; ezután Utrechtbe ment, majd Németország, Hollandia, Belgium és Svájc egyetemein hallgatta a bölcseleti (különösen a Herbart rendszerét fejtegető) előadásokat. 1868-ban tért haza s a szatmárnémeti gimnáziumhoz választották tanárnak. 1873-ban jött a fővárosba a református főiskolához mint a filozófia tanára. Bölcselettudorrá 1875-ben avattatott föl a budapesti egyetemen, hol 1882-ben magántanár lett. 1888-ban agybántalmak mutatkoztak nála, miért is a lipótmezői gyógyintézetbe vitték, hol meghalt.

## Munkái

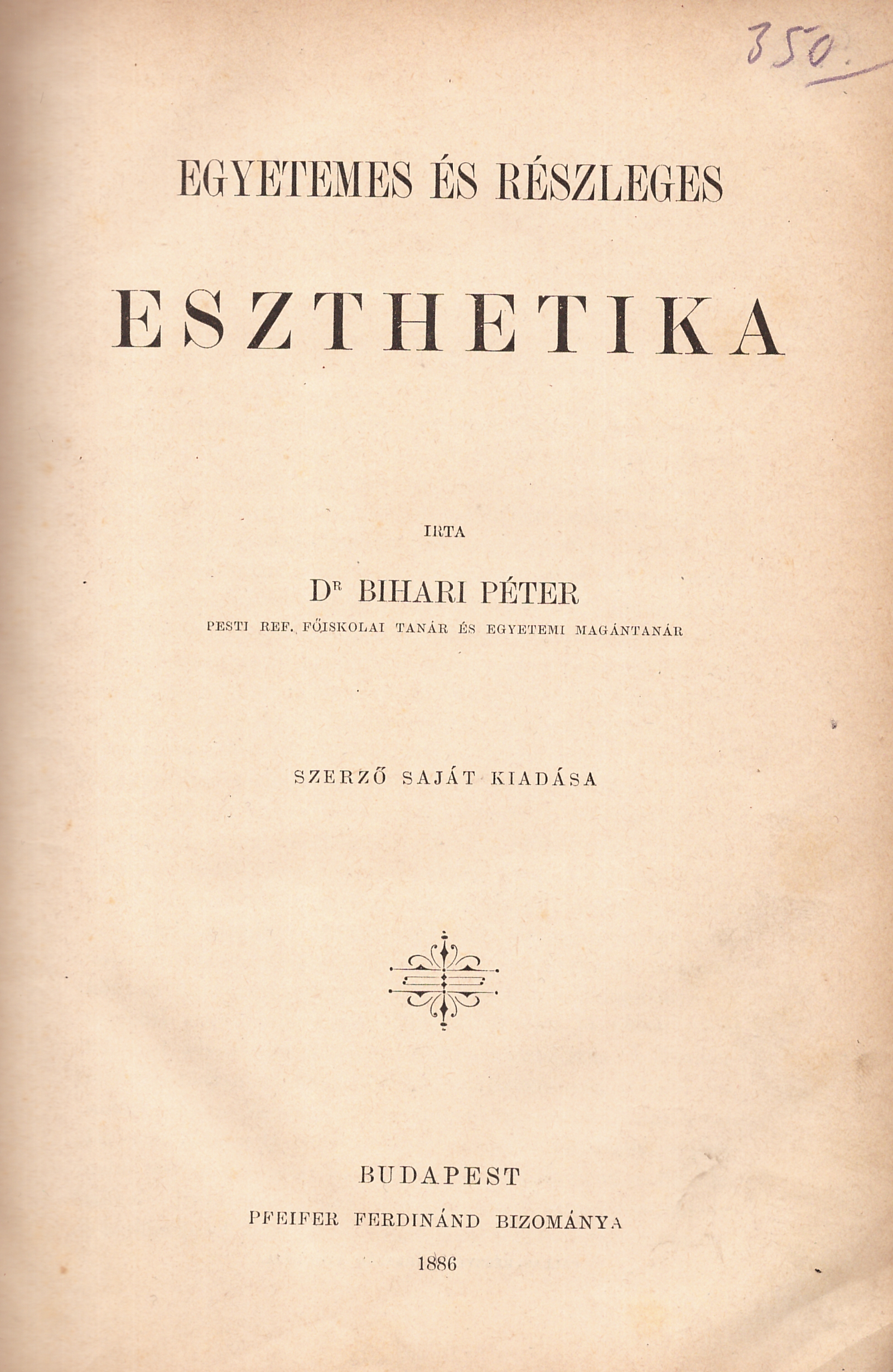
Bihari Péter Esztétikája

- Kifejezett közérzelem Révész Bálint urnak, a tiszántúli egyházkerületi főjegyzőségre lett örvendetes megválasztása alkalmával a főtanodábani tisztelői részéről. Debreczen, 1856. (Költemény.)
- Carmina votiva suis majestatibus sacratiss. Francisco Josepho I. Austriae imperatori… item conjugi augustiss. Elisabethae. Uo. 1857. (Latin és magyar szöveggel.)
- Rövid nevelés- és oktatástan. Pest, 1872.
- A philosophiai tudományok encyclopaediája. Bpest, 1875.
- Az iskolai nevelés elvei s gyakorlata. Currie után angolból átdolgozva. Uo. 1876.
- Általános és hazai művelődéstörténet. Uo. 1884. Két kötet. (Ism. P. Napló 261. Egyetértés 261. Prot. Egyh. és Isk. Lap 41. sz.)
- Embertan. Uo. 1885. Két rész.
- Iskolai és házi neveléstan. Uo. 1885.
- Egyetemes és részleges esthetika. Uo. 1885. 8 füzet.
- Iskolai szervezettan. Uo. 1885.
- Tiszta gondolkodástan vagy logika. Uo. 1886.
- Bölcsészettörténet. I. füzet. Uo. 1886.
- Népiskolai oktatástan részei: általános oktatástan és iskolai szervezettan. Uo. 1886.

Irodalmi első föllépése még tanuló korára esik; tanuló társai közt mint költő tűnt ki, több alkalmi költeménye és pályanyertes műve jelent meg a debreceni lapokban (így a Debreczeni Közlönyben 1860.), egy a Vasárnapi Ujságban (1861.) is. A korán elhalt M. Kovács Gyulának, mint tanulótársának és barátjának költeményeit ő bocsátotta közre 1862-ben életrajzzal is ellátva. A debreceni Koszorú c. emlékkönyv is hozott tőle három költeményt. Értekezései és bírálatai, leginkább pedagógiai és bölcseleti cikkei a következő lapokban és folyóiratokban jelentek meg: Szamos (1869–71. 1883.), Figyelő (1874.), Orsz. Középt. Tanáregylet Közlönye (1875. 1880–82.), Néptanítók Lapja (1874-től 1886-ig rendes munkatársa), Prot. Egyh. és Isk. Lap (1880.), a debreceni Prot. Lap (1881.), Bud. Szemle (1881.), M. Philos Szemle (1882.), Koszorú (1883–84.), Vasárnapi Ujság (1884.), Nemzeti Nőnevelés (I. IX. k.) és P. Napló; végre a Szatmári ref. Gymn. Értesítőjében (1880.) a Budapesti ref. Gymn. Értesítőjében (1881.) és a tiszántúli ref. tanáregylet Évkönyvében (1881.)
Alapította és szerkesztette a Szamos c. társadalmi hetilapot (1869. január 3-ától 1873-ig), melyet vezércikkekkel s költeményekkel többnyire ő látott el; itt használta a Böszörményi, Bujdosó álneveket.